# Psychologia analityczna (C.G. Jung)
Psychologia analityczna (od gr. ψυχη = „psyche”, „dusza” i λόγος = „logos” = „słowo”, „myśl”, „rozumowanie” i ανάλυσις = „analiza”) – nauka badająca mechanizmy rządzące psychiką oraz zachowaniami człowieka i społeczeństwa w ich związku ze światem widzialnym i z mniemanym światem niewidzialnym, według obserwacji, doświadczeń i hipotez szwajcarskiego psychiatry, profesora Carla Junga i jego współpracowników w pierwszej połowie XX wieku.

## Opis
Nauki z których od początku czerpała psychologia analityczna to neurologia, psychiatria, psychoanaliza, antropologia, etnologia, filozofia, sztuki plastyczne, literatura, teologia, religie światowe, historia, mitologia, alchemia, astrologia, matematyka i fizyka. Z rozwojem naukowym, niektóre te dziedziny z czasem odpadły. Obecnie są nurty jungowskie, które zajmują się etyką, objawami politycznymi i kulturowymi i wynalazkami neurologicznymi oraz fizyką kwantową. Zastosowania kliniczne tej psychologii określa się jako 'psychoterapia analityczna', 'psychoterapia jungowska', 'analiza jungowska', albo 'psychoanaliza jungowska'.

## Psychoanaliza jungowska aPsychoanaliza
Psychoanaliza jungowska (lub analiza jungowska) jest współczesną nazwą dla klinicznego zastosowania psychologii analitycznej, zapoczątkowanej przez Carla Gustawa Junga po zerwaniu z Freudem i nazwana tak w 1913 dla odróżnienia jej od psychoanalizy freudowskiej. Obie szkoły łączą podobne zasady praktyki, np. psychoza przeniesieniowa, oraz etyki, ale historycznie rozdziela je do dziś cały zakres teorii i usposobienie ich twórców. Można to uprościć w ten sposób: Gdzie Freud się skupia na mniemanej psychopatologii z lat dziecięcych i systemie popędów danego wypadku, Junga nie obchodzi dzieciństwo, jego metoda jest dialektyczna i dopatruje się, w czym choroba może być kompensacją tego, co się kryje w cieniu (nieświadomości) danego wypadku, albo pochodzi z nieświadomości zbiorowej. Stąd określano analizę jungowską jako 'psychoanalizę drugiej połowy życia'.
Do elementów psychologii analitycznej najbardziej odbiegających od klasycznej psychoanalizy można zaliczyć następujące:
- Teoria libido (i kazirodztwa)[5]
- Pojęcie numinosum[6][7]
- Pojęcie jaźni wywodzącej się z numinosum i obejmującą ego[8]
- Pojęcie kompleksu[9]
- Pojęcie przeciwstawień (Conjunctio oppositorum} i Enancjodromia[10]
- Pojęcie funkcji transcendentnej[11]
- Działanie archetypowe[12][13]
- Pojęcie nieświadomości zbiorowej[14]
- Ekstrawersja i Introwersja oraz Cztery funkcje psychiczne[15]
- Synchroniczność jako zasada akauzalna[16]
- Indywiduacja[17]

Najbardziej od psychoanalizy klasycznej odbiega podejście do tego, co  psychoanalityk i literat Christopher Bollas nazwał aforystycznie: (ang.The unthought known), 'znane (tylko jeszcze) nie uzmysłowione'.
Freud, ateista pochodzenia żydowskiego, miał szerokie zainteresowania kulturowe, lecz w podejściu do swej nowej metody leczenia był raczej bezwzględny, w odróżnieniu od Junga. Ponadto obawiał się, że jego odkrycia zostaną ograniczone jedynie do użytku wąskiej, żydowskiej sfery Wiednia. Dlatego przez kilka lat widział swego następcę w błyskotliwym i o siedemnaście lat młodszym Szwajcarze z Zurychu. Natomiast analityczną psychologię od początków jej istnienia do dziś charakteryzowała różnorodność, zarówno jeżeli chodzi o międzynarodowe pochodzenie osób towarzyszących jej rozwojowi, jak i o otwarcie na współpracę pomiędzy wieloma różnorodnymi dyscyplinami wiedzy. Obecnie obie czołowe szkoły psychologii głębi przechodzą ewolucję w kierunku nauk ścisłych, zgodnie z tradycją wielu Jungistów. Organizacyjnie i historycznie psychologia analityczna uznaje do dziś swoje korzenie w Zurychu.

## Historia i niechętna rola Junga
Historia psychologii analitycznej jest częścią historii psychoanalizy, przeplatając się z nią, a jednak zachowując odrębność. W pierwszej dekadzie XX wieku Zurych był drugim ważnym centrum psychoanalizy po Wiedniu. Zawodowa i osobista przyjaźń pomiędzy Freudem i Jungiem trwała od 1907 do 1913 roku. Jung był główną postacią w instytucjonalnym rozwoju psychoanalizy i stał się pierwszym architektem międzynarodowego ruchu psychoanalitycznego. To on pierwszy wprowadził zasadę, że każdy przyszły analityk powinien przejść analizę własną, która to zasada stała się jedną z podstawowych we wszystkich szkołach psychologii głębi.

### Początek psychologii analitycznej
W 1913 roku zakończyła się nieodwołalnie współpraca między Sigmundem Freudem i Jungiem. Ich bolesne i gorzkie rozstanie miało długotrwały i ważny wpływ na obie szkoły, zarówno stymulując ich rozwój, jak i hamując go. W tym samym roku Jung użył po raz pierwszy terminu “psychologia analityczna”, dla rozróżnienia jego psychologii od psychoanalizy. 
W latach 30. XX wieku Jung nie był zainteresowany tworzeniem własnej szkoły psychologii i psychoterapii. Jako prezydenta Medycznego Towarzystwa Rozwoju Psychoterapii bardziej interesowało go poszukiwanie punktów wspólnych pomiędzy różnymi szkołami psychoterapii. Miał zdecydowanie ambiwalentne odniesienie do organizacji. Przed stworzeniem Instytutu w Zurychu istniały jedynie Kluby Psychologii Analitycznej w niektórych dużych miastach Europy i Stanów Zjednoczonych. Również tam Jung utrzymywał dystans i nigdy nie angażował się mocno w administrację żadnego z nich, choć wspierał je wykładami i seminariami. Jednakże bliscy jego współpracownicy odczuwali potrzebę utworzenia instytutu, w którym mogłaby być studiowana jego psychologia. Kombinacja analizy i seminariów w językach niemieckim i angielskim stanowiły szkolenie dla pierwszej generacji analityków jungowskich.

### Zurych-Londyn-Zurych
Początkowa faza rozwoju psychologii analitycznej zakończyła się kilkoma punktami zwrotnymi. Po pierwsze, ufundowanie w Zurychu Instytutu w 1947, zaakceptowanego po wielu namowach przez Junga, wniosło do szkolenia aspekty edukacyjne i akademickie, a osobista analiza nie była już jedynym wymaganiem, aby zostać analitykiem. Celem instytutu było szkolenie osób w teoretycznych i praktycznych założeniach analitycznej psychologii i w analizie jungowskiej, na które składał się kurs psychiatrii klinicznej, antropologii, mitologii, religii porównawczej, baśni i innych powiązanych z nimi dziedzin. Instytut C.G. Junga w Zurychu działał do końca lat 60. jako wiodący ośrodek kształcący analityków jungowskich. Również w 1947 powstało pierwsze brytyjskie towarzystwo psychologii analitycznej w Londynie, na tle jeszcze przedwojennych wizyt Junga do tego miasta. Wygłosił tam serie odczytów w Tavistock Clinic, w których uczestniczyli, oprócz wielu lekarzy (m.in. Wilfred Bion, Joseph Henderson, Joseph Wheelright, Michael Fordham), również dramaturg, Samuel Beckett, w związku z nowo powstającą służbą zdrowia (ang. National Health Service, NHS). Znamienne było to, że w powojennej Anglii zebrało się skupisko lekarzy i psychologów, uchodźców z Niemiec i Austrii, w tym przyszły psychoanalityk rodem ze Lwowa, Andrzej Karol Skarbek (1925–2011). Wśród nich byli również psychoanalitycy, którzy wywarli dalekosiężny wpływ na służbę psychiatryczną i na szkolnictwo, co doprowadziło siłą rzeczy do niespodziewanej, lecz jednostronnej, integracji prądów psychoanalitycznych z psychologią analityczną. To okazało się na niekorzyść zasad rodem z Zurychu. Tymczasem po drugiej stronie Atlantyku inne programy szkoleniowe utworzone zostały w Nowym Yorku, Los Angeles i San Francisco. Następnie, w 1955 roku w Zurychu ufundowane zostało Międzynarodowe Towarzystwo Psychologii Analitycznej (ang. International Association for Analytical Psychology – IAAP), które zapoczątkowało istnienie ogólnoświatowej organizacji zawodowej zrzeszającej analityków jungowskich. Pierwszy Kongres IAAP odbył się w 1958 roku w Zurychu i uczestniczyło w nim 120 analityków z całego świata. Wraz ze śmiercią Junga (1961) do głosu zaczęły dochodzić tendencje uprzednio nie wyrażane. Wyodrębnił się nieoficjalny podział na londyńską “szkołę rozwojową”, w której obowiązuje własna analiza, i pochodzącą z Zurychu “szkołę klasyczną”.

## Szkoły jungowskie
Po drugiej wojnie światowej, w zachodniej Europie, poza Szwajcarią, skupiska jungowskie dopiero zaczęły powstawać od lat 60., np. w Niemczech Zachodnich, Włoszech, Francji, Belgii, i Hiszpanii. Od czasu wojny Europa Wschodnia była praktycznie odcięta od jakiegokolwiek formalnego rozwoju psychoanalitycznego do lat 90. W międzyczasie, do lat 80. psychoanaliza przeszła wiele zmian: w jungowskim świecie duży nacisk kładziono na aspekty związane z granicami ('ramie', czyli vas bene clausum) w analizie i etyce zachowania; stopniowo malały różnice między tymi dwoma szkołami, jak również znaczący był napływ nowych analityków ze Stanów Zjednoczonych w świecie analitycznej psychologii.

### Nurt londyński
Lata rozwoju psychologii analitycznej zdominowane były przez napięcie pomiędzy Archetypowo-Symbolicznie zorientowanymi nurtami związanymi z Zurychem (gdzie nie obowiązuje szkoleniowa terapia ani obserwacja przeniesienia) i nurtem zwanym 'londyńskim', pozostającym pod silnym wpływem Niezależnej Szkoły psychoanalitycznej (ang. Independent School), do której zaliczeni byli m.in. Melanie Klein, Donald Winnicott, Wilfred Bion, Donald Meltzer i Christopher Bollas. Mówiło się o niektórych że są 'krypto-jungistami'. To niechybnie zmodyfikowało klasyczne metody pracy rodem z Zurychu, przez używanie kozetki, zwiększenie ilości sesji do 4 razy w tygodniu, i położenie nacisku na analizę przeniesienia oraz przeciwprzeniesienia i wpływ rozwoju wczesnodziecięcego, według Michaela Fordhama (1905–1995), na dorosłe funkcjonowanie. Natomiast w szkoleniu obowiązywało obserwowanie jednego niemowlęcia, każdego tygodnia o tej samej godzinie przez minimum roku, z inspiracji Esther Bick.

### Rywalizacja z klasycznym nurtem zuryskim
W Londynie, a w pewnym stopniu w Berlinie i w Stanach, na drugie miejsce przesunęło się zainteresowanie alchemią, mitologią. baśniami i funkcją transcendentną. Należy tu dodać, że brytyjska szkoła miała poważne wątpliwości co do aspektów 'kultowych', jakie towarzyszyły niektórym wątkom pracy Junga. Zerwanie Freuda z Jungiem odzwierciadliło się w Londynie, kiedy 'tendencje zuryskie' ubiegały się o równouprawnienie w Londyńskim Towarzystwie Psychologii Analitycznej (ang.Society of Analytical Psychology – SAP), co spowodowało konflikt, a w latach 70 także rozłam organizacyjny. Poprzez następne lata te dwa nurty konkurowały o pierwotną energię psychologii analitycznej; Zurych zapewnił sobie mniejszościową reprezentację dzięki obecności w Londynie 'jungisty', Gerharda Adlera (1904–1988) i jego sojuszników w nowym towarzystwie, (ang. Association of Jungian Analysts – AJA). Podobne konflikty potem ujawniły się w innych krajach europejskich.

### Integracja na skali światowej?
Ostatnie lata dwudziestego wieku odnotowały gwałtowny wzrost zainteresowania psychologią analityczną w Izraelu, Australii, Nowej Zelandii, Brazylii, Korei Południowej, Japonii, Południowej Afryce, Austrii, Skandynawii, a ostatnio w krajach nadbałtyckich, Białorusi, Rosji, Polsce, Czechach, Ukrainie, na Węgrzech, w Serbii, Bułgarii, na Malcie oraz w Tunezji, następnie w Chinach, Meksyku, Argentynie, Chile i Wenezueli. Ten ogólnoświatowy rozwój wynika po części z działania administracji międzynarodowego towarzystwa w Zurychu i gotowości analityków każdej tendencji ze starej Europy i USA, do poświęcenia się (ang. shuttle analysis), czyli odwiedzanie regularne na analizę i superwizję szkoleniową grup i kandydatów jungowskich w nowych państwach. Nie jest jasne, na ile spadek pionierów psychologii analitycznej został przekształcony i czy zaważył język angielski w krajach 'misyjnych'. Pod koniec lat 90 było 2000, a w 2014 już 3000 akredytowanych analityków jungowskich w obrębie IAAP.
Kongresy międzynarodowe IAAP, na które się zjeżdżają nie tylko analitycy, ale też badacze, studenci i psychoanalitycy freudowscy, mają miejsce co trzy lata. W ostatnich latach organizowane były w Barcelonie, Cambridge w Anglii, Cape Town, Montrealu i Kopenhadze. Następny Kongres w 2016, szykuje się w Kyoto, Japonii.

## Sytuacja w Polsce
Należy przypomnieć kiedy w 1955 roku powstało międzynarodowe towarzystwo psychologii analitycznej (ang.IAAP) w Zurychu, na swe osiemdziesiąte urodziny Jung przyjął miano pierwszego Prezydenta IAAP-u, Honoris Causa. W Polsce pierwsze stowarzyszenie pod auspicjami IAAP-u, Polskie Towarzystwo Psychologii Analitycznej – PTPA (zarejestrowane w 2001 r.), rozpoczęło 40 lat po jego śmierci działania w celu szkolenia analityków i rozpowszechnienia analizy oraz psychoterapii jungowskiej. Następnie 30 stycznia 2010 zostało powołane do istnienia Polskie Towarzystwo Psychoanalizy Jungowskiej – PTPJ. 10 listopada 2018 grupa certyfikowanych polskich analityków jungowskich, członków PTPA i PTPJ, powołała Stowarzyszenie Analityków Jungowskich – SAJ. W sierpniu 2019 roku, na międzynarodowym kongresie IAAP w Wiedniu, SAJ otrzymało status pierwszej w Polsce grupy członkowskiej IAAP.

## Pola badawcze psychologii analitycznej
Brytyjski psycholog analityczny i lekarz psychiatra, Roderick Peters, pisze:
'Od upadku alchemii wygórowanie nauk ścisłych tak zdominowało nasz światopogląd i tak doszczętnie pozbawiło materię swej duszy, że dla wielu ludzi ostateczny azyl substancji boskiej, stanowi ich własne ciało'. Taki pogląd nakłania psychologów analitycznych, jak zarówno psychoanalityków jungowskich, do badań, m.in.:
- Etnografia[31]
- Zmiana klimatu[32]
- Alchemia budownictwa i urbanistyki – Święta Geometria
- Teoria emergencyjna[33]
- Epistemologia przeniesieniowa[34]
- Synchroniczność[35]
- Płaszczyzna psychoidu[36]
- Rewizja teorii Archetypów[37]

## Pionierzy psychologii analitycznej
M. in. należy wymienić:
- Emma Jung
- Sabina Spielrein (jako pacjentka – potem była psychoanalitykiem)
- Toni Wolff
- Esther Harding
- Marie-Louise von Franz
- Erich Neumann
- Gerhard Adler
- Edward Edinger
- Edward Whitmont
- Joseph Campbell
- Adolf Guggenbühl-Craig
- Hilda Kirsch
- James Kirsch
- Michael Fordham
- Anthony Stevens

## Znani Jungiści
- Mario Jacoby
- Elie Humbert
- Christian Gaillard
- François Martin-Vallas
- Beatrice Beebe
- John Beebe
- James Hillman
- Joseph Cambray
- Donald Kalshed
- George Hogenson
- Murray Stein
- Beverley Zabriskie
- Ann Ulanov
- Jean Knox
- Andrew Samuels
- Hester Solomon
- Jan Wiener
- Warren Colman
- Louis Zinkin